# ميخائيل بويي
ميخائيل بويي (بالإنجليزية: Michael Bowie)‏ هو لاعب كرة قدم أمريكية أمريكي، ولد في 25 سبتمبر 1991 في تلسا في الولايات المتحدة.

## وصلات خارجية
- ميخائيل بويي على موقع مرجع كرة القدم المحترفة.كوم (الإنجليزية)